# Β2肾上腺素受体激动药
β2肾上腺素受体激动药（英語：β2-adrenergic receptor agonists）常常简称β2激动药（英語：β2-adrenergic agonists），是β肾上腺素受体激动药中的一種，是一类可与β2肾上腺素受体结合，并形成刺激效应的药物。

## 药理作用
β2受体广泛分布于气道，与激动型G蛋白偶联，可以激活腺苷环化酶，进而提高细胞内cAMP（環腺苷酸）浓度。β2激动药具有如下药理作用：
- 增加黏液分泌。
- 提高纤毛-黏液清除能力。
- 抑制肥大细胞脱颗粒。但由于炎症细胞的β2受体常在短期内急速下调，因此，炎症细胞对本类药物有快速耐受性，换句话说，本类药物对慢性炎症无效。
- 抑制血浆渗出。
- 抑制气道水肿。
- 可阻止和逆转所有已知的气管收缩药引起的气道平滑肌收缩。由于气道平滑肌细胞有巨大的β2受体储备，所以，即使存在β2受体下调，也不会出现临床耐药。
- 抑制感觉神经，抑制咳嗽。

## 临床应用
主要用于支气管哮喘的治疗。
- 采用吸入给药可显著减少副作用，因此，除非患者无法配合吸入治疗，一般不采用口服或注射给药。
- 短效β2激动药（SABA）持续时间较短（约3～6小时），但因其起效快，在临床上主要用于缓解支气管哮喘的发作；长期规律用药可预防哮喘发作，但由于其保护期短、频繁给药麻烦，目前已逐渐被长效β2激动药取代。对于特殊类型的支气管哮喘，如运动性哮喘（EIA），由于其危险期较短，因此，仍可在运动前预防性应用。
- 长效β2激动药（LABA）持续时间较长（长达12小时或以上），多用于支气管哮喘的维持治疗。福莫特罗起效快，也可用于缓解哮喘急性发作。由于β2激动药与皮质激素合用有协同作用，因此，长效β2激动药与皮质激素的复方制剂越来越受欢迎。

## 副作用
- 吸入β2激动药产生的副作用通常都能耐受，最常见的副作用是肌肉震颤、心悸，以老年人多见。由于骨骼肌细胞增加钾的摄取量，血钾可能出现轻微下降。
- 口服β2激动药的副作用比较明显，尤其是和茶碱类药物合用时。

## 例子
- 非諾特羅
- 萊克多巴胺